# Gavi
Gavi é uma comuna italiana da região do Piemonte, província de Alexandria, com cerca de 4.506 habitantes. Estende-se por uma área de 50,90 km², tendo uma densidade populacional de 89 hab/km². Faz fronteira com Arquata Scrivia, Bosio, Carrosio, Francavilla Bisio, Isola del Cantone (GE), Novi Ligure, Parodi Ligure, San Cristoforo, Serravalle Scrivia, Tassarolo, Voltaggio.

## Demografia
| Variação demográfica do município entre 1861 e 2011                               |
|                                                                                   |
| Fonte: Istituto Nazionale di Statistica (ISTAT) - Elaboração gráfica da Wikipedia |